# مانواي
مانواي (بالإنجليزية: Manuae) هي جزيرة مرجانية معروفة أيضاً باسم سيللي (بالإنجليزية: scilly) من جزر ليوارد التابعة لجزر المجتمع والتي هي جزء من بولينيزيا الفرنسية.
تقع الجزيرة على ما يقرب من 60 كم (37 ميلاً) إلى الشمال الغربي من جزيرة ماوبيها الملقبة بجزيرة موبيليا و 255 كيلومتراً (160 ميلاً) إلى الغرب من جزيرة ماوبيتي .
تقع الجزيرة في أقصى غرب جزر ليوارد التابعة لجزر المجتمع وتقع على بعد 217 ميل (350 كم) غرب جزيرة بورا بورا و 342 ميل (550 كلم) إلى الغرب من بابيتي العاصمة.

## أسماء أخرى
هناك عدة أسماء أخرى يتم إطلاقها على جزيرة مانواي ومنها فينوا أورا وبوتي باللغة التاهيتية أو جزيرة الطيور باللغة الإسبانية أو سيللي باللغة الإنجليزية.

## وصلات خارجية
- مانواي
- جزر المجتمع الأقل شهرة

‌